# Mokrzyca (rejon miadzielski)
Mokrzyca (biał. Мокрыца; ros. Мокрица) – dawny majątek. Tereny, na których był położony, leżą obecnie na Białorusi, w obwodzie mińskim, w rejonie miadzielskim, w sielsowiecie Zanarocz.

## Historia
W czasach zaborów folwark w okręgu wiejskim Mokrzyca (siedziba okręgu), w gminie Zanarocz, w powiecie święciańskim, w guberni wileńskiej Imperium Rosyjskiego. W 1866 roku liczył 9 mieszkańców w 1 domu. W 1905 roku liczył 27 mieszkańców, 450 dziesięcin, własność Zienkowicza.
Po I wojnie światowej pod administracją polską, w Zarządzie Cywilnym Ziem Wschodnich. W latach 1920–1922 w składzie Litwy Środkowej.
Od 11 kwietnia 1922 folwark a następnie majątek leżał w Polsce, w województwie wileńskim, w powiecie święciańskim, od 1926 roku w powiecie postawskim, w gminie Kobylnik.
W 1931 w 1 domu zamieszkiwało 12 osób.
W 1938 roku miejscowość należała do gromady Stachowce gminy Kobylnik.